# Dad, Madžarska
Dad je vas na Madžarskem, ki upravno spada pod podregijo Oroszlányi Županije Komárom-Esztergom.